# Observatori de Mount Wilson

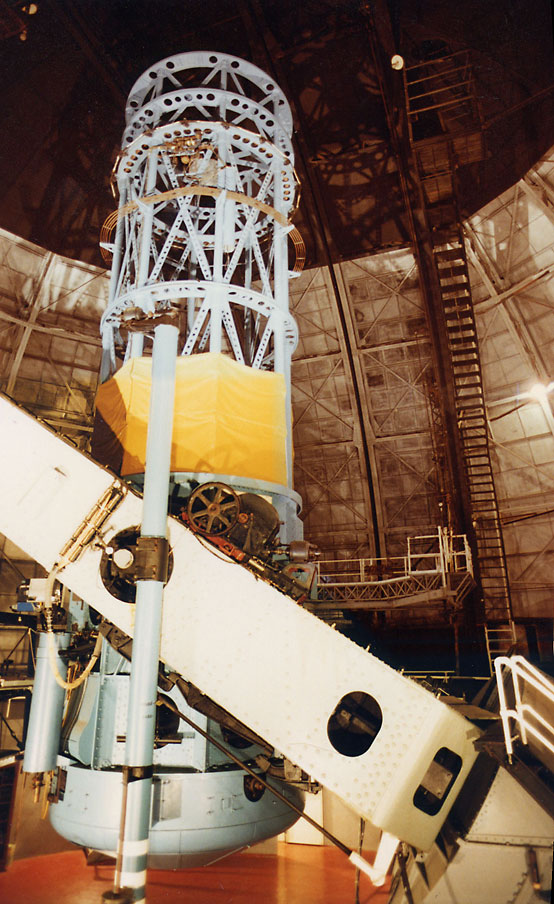
El telescopi Hooker de 2,5 m, amb el qual Edwin Hubble va fer la majoria de les observacions que havien conduït al descobriment de l'expansió de l'univers.

L'observatori de Mount Wilson (Mount Wilson Observatory, o MWO) o observatori Wilson, és un observatori astronòmic de Los Angeles, a l'estat de Califòrnia. És al cim del mont Wilson, a 1.742 metres d'altitud, que forma part de la cadena de les Muntanyes San Gabriel a prop de Pasadena, al nord-est de Los Angeles.
Les febles turbulències atmosfèriques i la qualitat de l'aire al cim del mont Wilson en fan un indret ideal per a l'observació astronòmica, i en particular per a la interferometria. El creixement de l'aglomeració de Los Angeles ha reduït tanmateix les possibilitats de l'observatori d'escrutar els objectes del cel profund però, tot i així, roman un centre important de la investigació astronòmica.
Va ser fundat el 1904 per George Ellery Hale, sota el patrocini de la fundació Carnegie Institution de Washington, fundada dos anys abans. Quinze anys abans, el 1889, l'observatori de Harvard amb les gestions de William Henry Pickering varen construir un observatori al cim del mont Wilson, però el cru hivern de 1889-1890 va fer les  condicions de vida molt difícils per als astrònoms, i van abandonar el lloc després de 18 mesos.
Té dues torres proveïdes de telescopis solars, construïdes mercès a l'aportació del Carnegie Institute de Washington, però des del 1948, juntament amb l'observatori Palomar, depèn del California Institute of Technology. Des del 1970 aquests dos observatoris són coneguts com a observatoris Hale.

## Telescopis solars

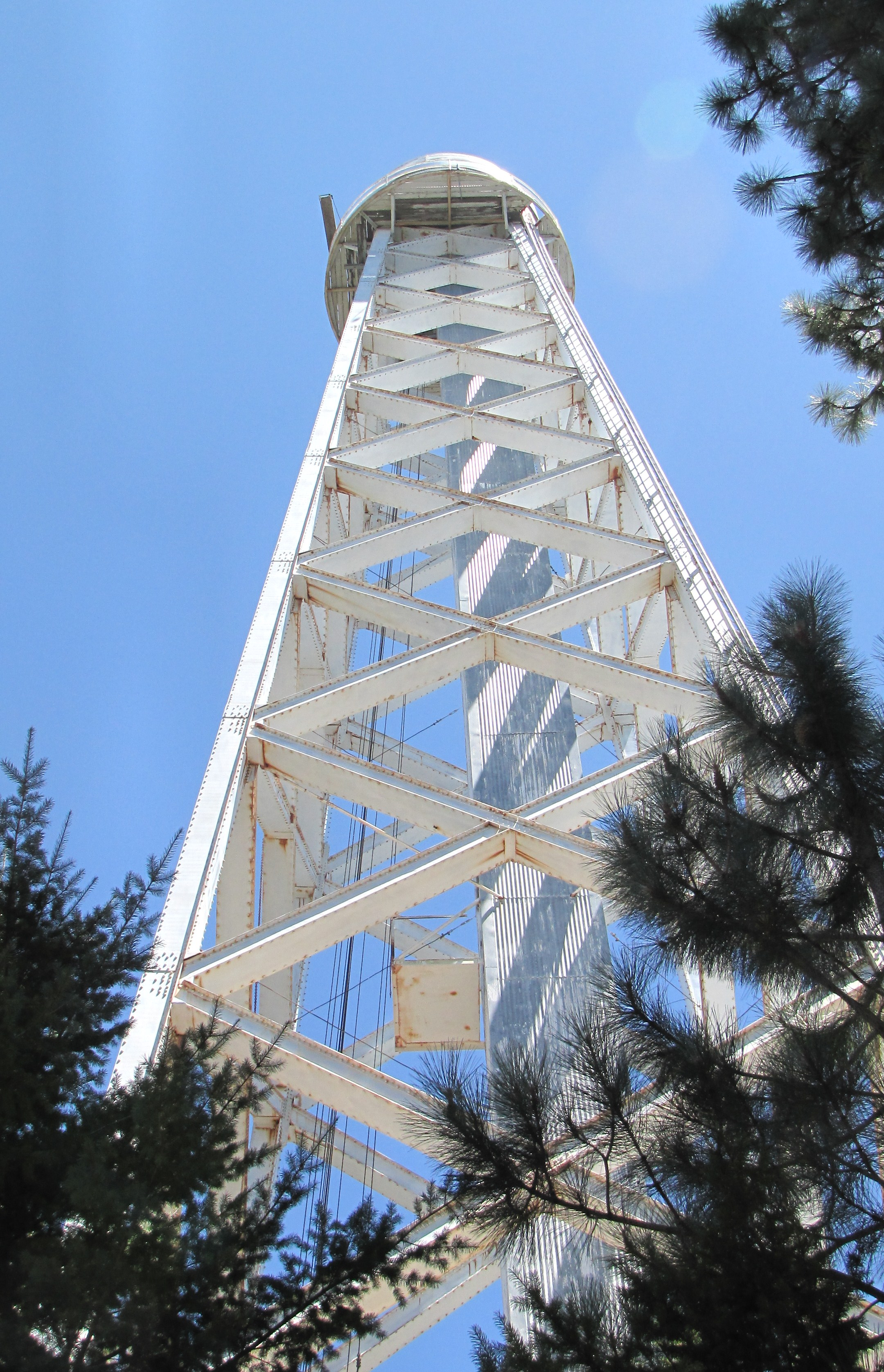
A la base de la Torre Solar de 150 peus

Hi ha tres telescopis solars a l'Observatori de la Muntanya Wilson. Avui dia, només un d'aquests telescopis, la Torre Solar de 60 peus, es continua utilitzant per a la investigació solar.

### Telescopi Solar de Neu
El Telescopi Solar de Neu era alhora el primer telescopi instal·lat a l'incipient Observatori Solar de Mount Wilson i el primer telescopi solar permanent del món. Anteriorment, els telescopis solars eren portàtils per poder portar-los als eclipsis solars. El telescopi va ser donat a l'Observatori Yerkes per Helen Snow de Chicago. George Ellery Hale, llavors director de Yerkes, va fer que el telescopi s'emportés Mount Wilson per posar-lo en servei com un instrument científic adequat. El seu mirall primari de 24-polzada (61 cm) amb una distància focal de 60-peu (18 m), acoblat a un espectrògraf, va fer treballs pioners sobre els espectres de les taques solars, el desplaçament doppler del disc solar en rotació i les imatges solars diàries en diverses longituds d'ona. La investigació estel·lar no va trigar a arribar, ja que les estrelles més brillants podien tenir els seus espectres registrats amb exposicions molt llargues en plaques de vidre. Actualment, el telescopi solar de Snow és utilitzat principalment per estudiants universitaris que reben formació pràctica en física solar i espectroscòpia.
També es va utilitzar públicament per al trànsit del 9 de maig del 2016 de Mercuri per la cara del sol.

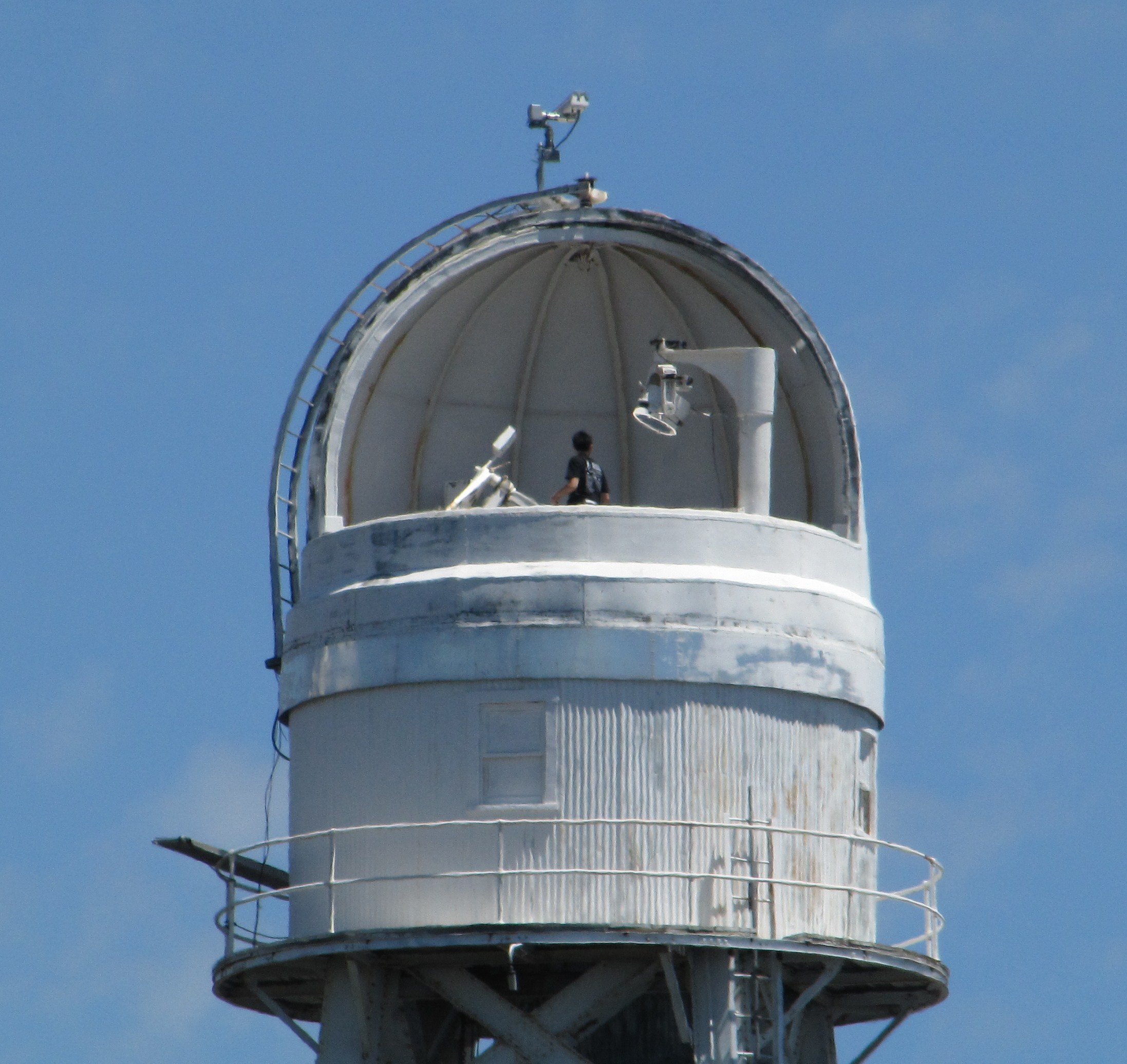
Part superior de la Torre Solar que allotja els miralls.

### Torre Solar de 60 peus
La Torre Solar de 60-pies aviat es va basar en el treball iniciat al telescopi de Neu. Quan es va completar el 1908, el disseny de la torre vertical del telescopi solar de 60 peus de longitud focal va permetre una resolució molt més gran de la imatge i l'espectre solar que la que podia aconseguir el telescopi Snow. La resolució més gran es devia al fet que l'òptica estava situada a major altura sobre el terra, cosa que evitava la distorsió causada per l'escalfament del terra pel sol. El 25 de juny de 1908, Hale va registrar el desdoblament de Zeeman a l'espectre d'una taca solar, mostrant per primera vegada que existien camps magnètics en algun lloc a més de la Terra. Un descobriment posterior va ser el de la polaritat invertida a les taques solars del nou cicle solar de 1912. L'èxit de la Torre de 60 peus va impulsar Hale a buscar un altre telescopi de torre més alt. A la dècada de 1960, Robert Leighton va descobrir que el sol tenia una oscil·lació de 5 minuts i va néixer el camp de l'heliosismologia. La Torre de 60 peus és operada pel Departament de Física i Astronomia de la Universitat de Sud de Califòrnia.

### Torre Solar de 150 peus
La torre solar de 150-peu (46 m) longitud focal va ampliar el disseny de la torre solar amb el seu disseny de torre a torre. (La torre té en realitat una alçada de 176 peus (54 m).) Una torre interior suporta l'òptica per sobre, mentre que una torre exterior, que envolta completament la torre interior, suporta la cúpula i els pisos al voltant de l'òptica. Aquest disseny ha permès aïllar completament l'òptica de l'efecte del vent que mou la torre. Dos miralls alimenten la llum del sol a una lent 12-polzada (30 cm) que enfoca la llum cap a la planta baixa. Es va completar per primera vegada el 1910, però una òptica insatisfactòria va provocar un retard de dos anys abans que s'instal·lés una lent de doblet adequada. La investigació va incloure la rotació solar, les polaritats de les taques solars, els dibuixos diaris de les taques solars i molts estudis del camp magnètic. El telescopi solar seria el més gran del món durant 50 anys fins que es va completar el telescopi solar McMath-Pierce a Kitt Peak a Arizona el 1962. El 1985, la UCLA es va fer càrrec de l'explotació de la torre solar de els Observatoris Carnegie després que es decidís deixar de finançar l'observatori.

## Telescopi de 60 polzades

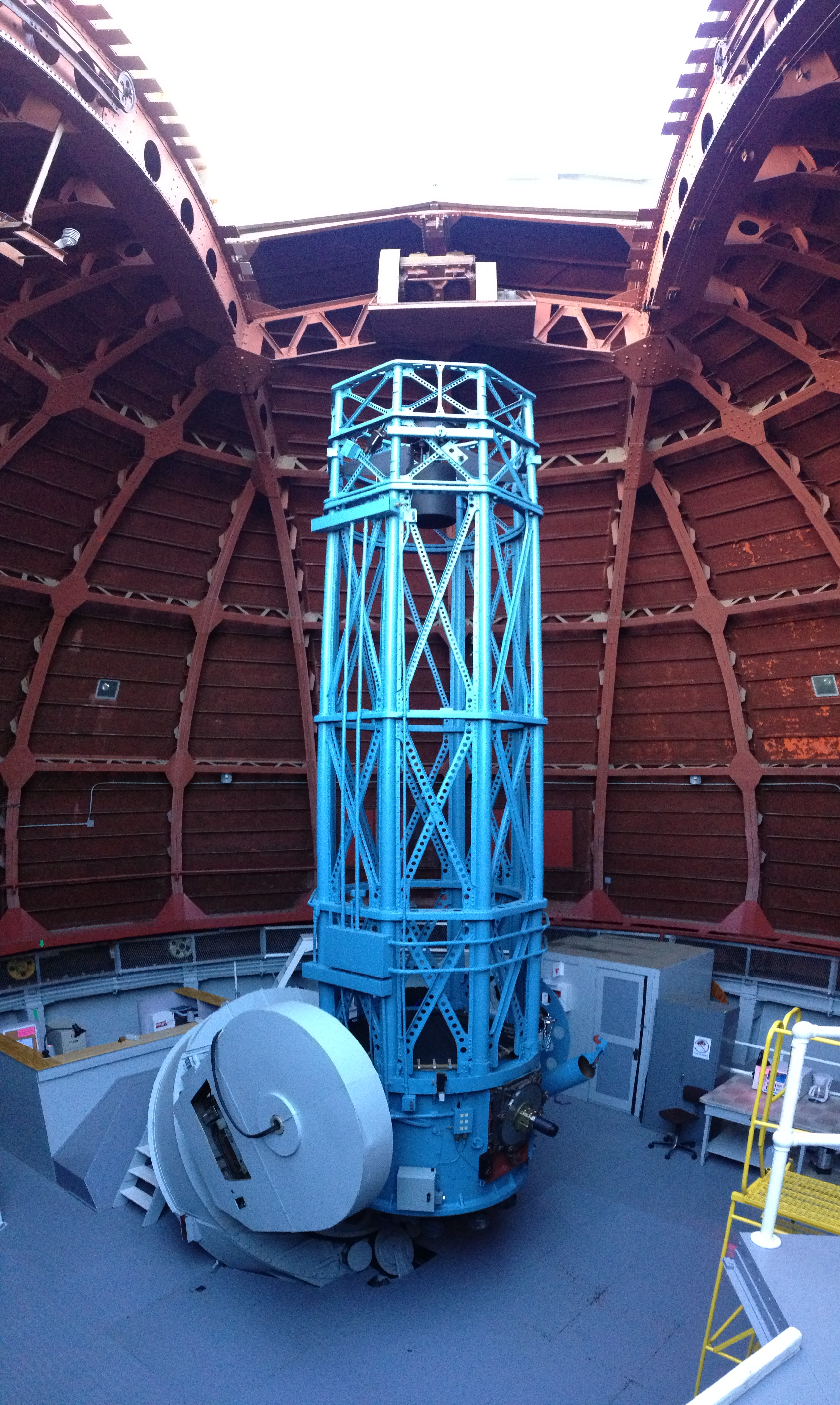
El telescopi de 60 in en el Mount Wilson.

Per al telescopi de 60 polzades, George Ellery Hale va rebre el mirall en blanc 60-polzada (1.5 m), fos per Saint-Gobain a França, en 1896 com a regal del seu pare, William Hale. Era un disc de vidre de 19 cm d'espessor i 860 kg de pes. No obstant això, no va ser fins al 1904 quan Hale va rebre finançament de la Institució Carnegie per construir un observatori. Les obres van començar el 1905 i van durar dos anys. El muntatge i l'estructura del telescopi es van construir a San Francisco ia penes van sobreviure al terratrèmol de San Francisco de 1906|1906. El transport de les peces al cim de la Muntanya Wilson va ser una tasca enorme. La primera llum va ser el 8 de desembre de 1908. Era, en aquest moment, el major telescopi operatiu del món. El Leviatan de Parsonstown de Lord Rosse, un telescopi de 72 polzades (1,8 metres) construït el 1845, estava, en la dècada de 1890, fora de servei.
Encara que era lleugerament més petit que el Leviatan, el de 60 polzades tenia molts avantatges, com un emplaçament molt millor, un mirall de vidre en lloc de metall especular i una muntura de precisió que podia seguir amb exactitud qualsevol adreça del cel, de manera que el de 60 polzades va ser un gran avenç.

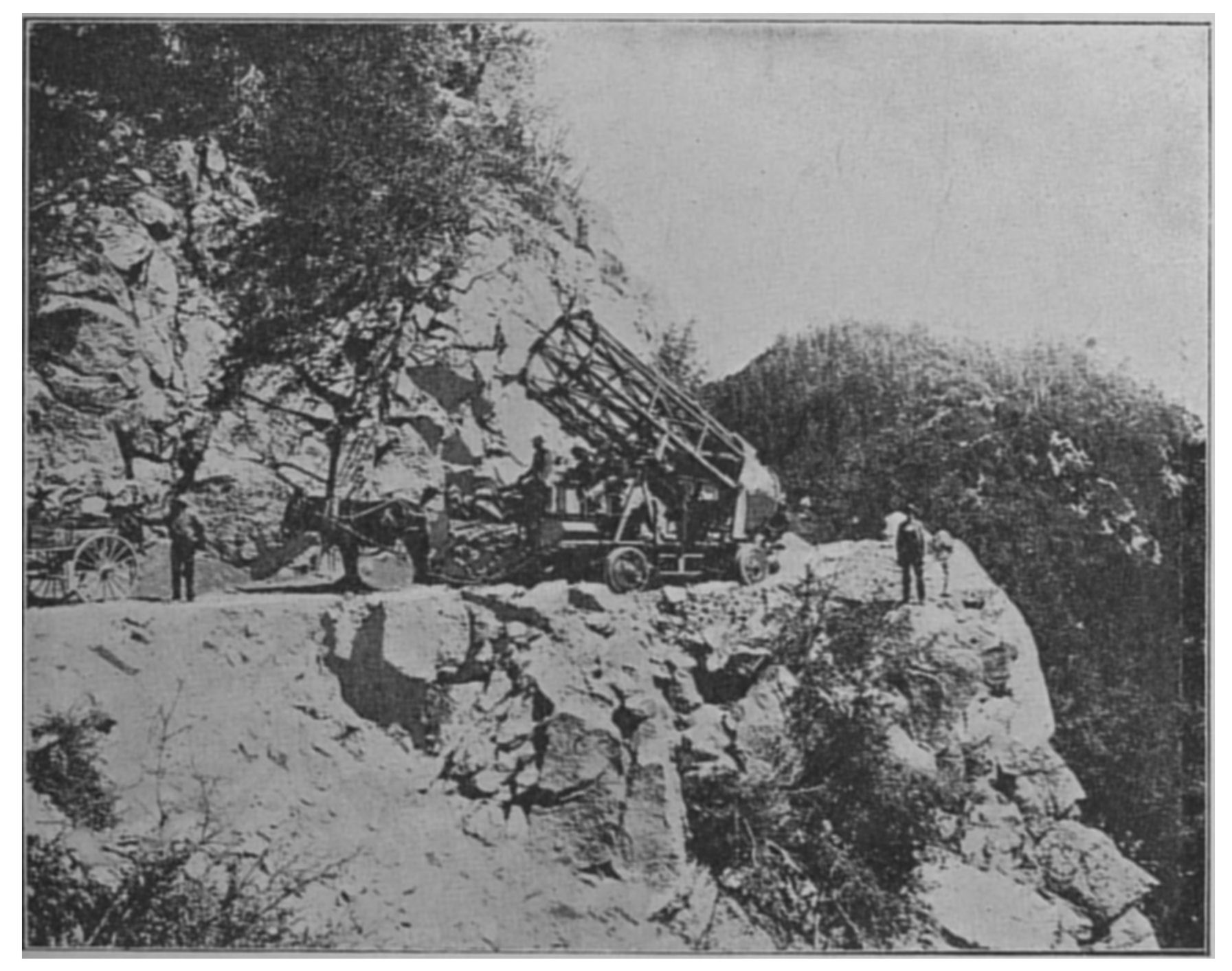
El telescopi de cinc peus puja a la muntanya.

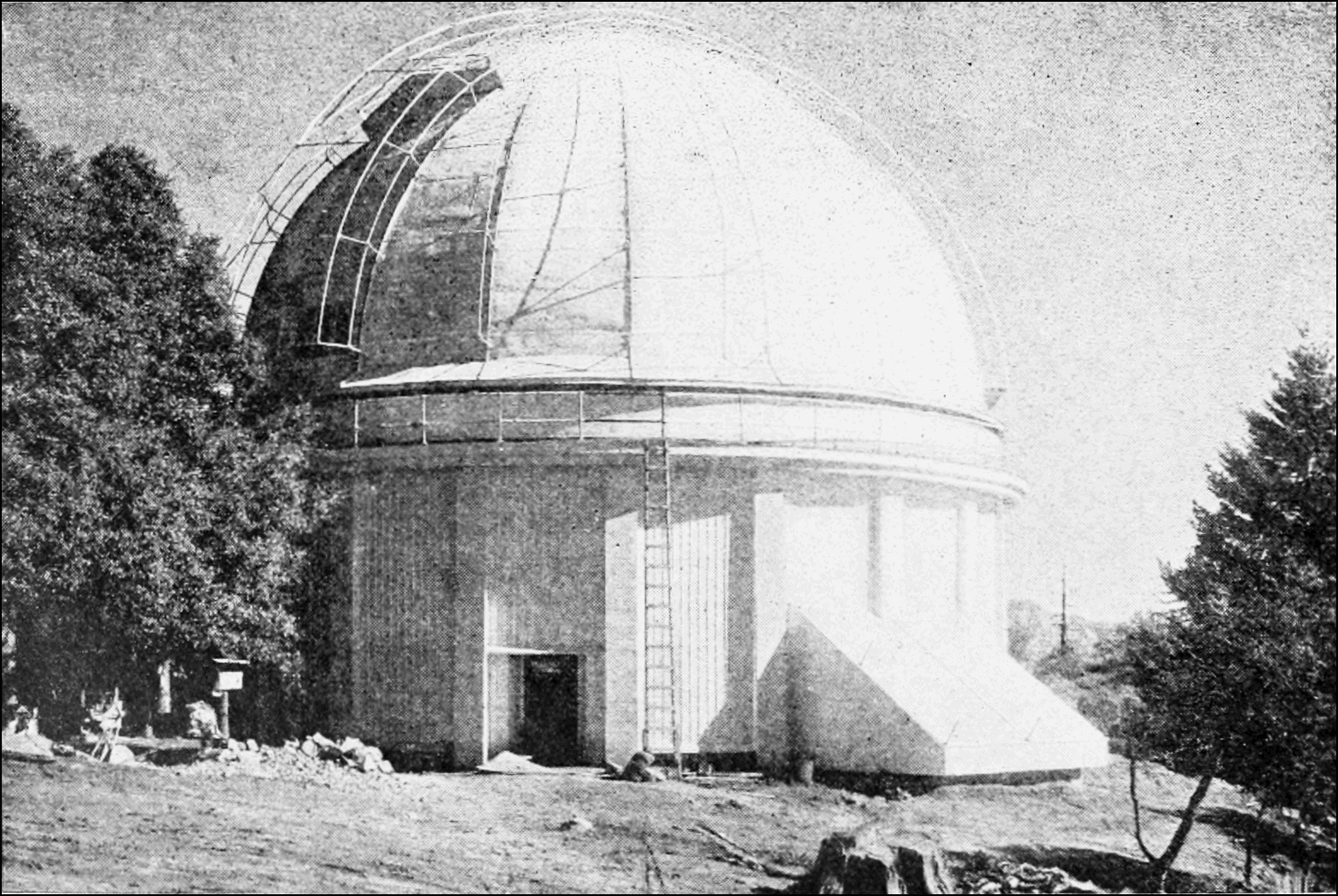
Cúpula d'acer del telescopi de 60 polzades el 1909.

El telescopi de 60 polzades és un telescopi reflector construït per a configuracions de newtonià, cassegrain i coudé. Actualment s'utilitza a la configuració Cassegrain doblegada. Es va convertir en un dels telescopis més productius i d'èxit de la història de l'astronomia. El seu disseny i potència de captació de llum va permetre ser pioner en l'anàlisi espectroscòpic, els mesuraments de paral·laxi, la fotografia de nebuloses i la fotografia de fotomètrica. Encara que va ser superat en grandària pel telescopi Hooker nou anys després, el telescopi de 60 polzades va romandre un dels més grossos en ús durant dècades.
El 1992, el telescopi de 60 polzades va ser equipat amb un primer sistema d'òptica adaptativa, l'Experiment de Compensació Atmosfèrica (ACE). El sistema de 69 canals va millorar el poder de resolució potencial del telescopi de 0,5-1,0 segons d'arc a 0,07 segons d'arc. L'ACE va ser desenvolupat per DARPA per al sistema de l'Iniciativa de Defensa Estratègica, i la Fundació Nacional de la Ciència va finançar la conversió civil.
Actualment, el telescopi es fa servir per a la divulgació pública. És el segon telescopi més gros del món dedicat al públic en general. Els oculars de 10 cm fets a mida s'ajusten al seu focus utilitzant la configuració Cassegrain doblegada per donar vistes de la Lluna, els planetes i els objectes de cel profund. Els grups poden reservar el telescopi per a una nit d'observació.

## Telescopi Hooker de 100 polzades

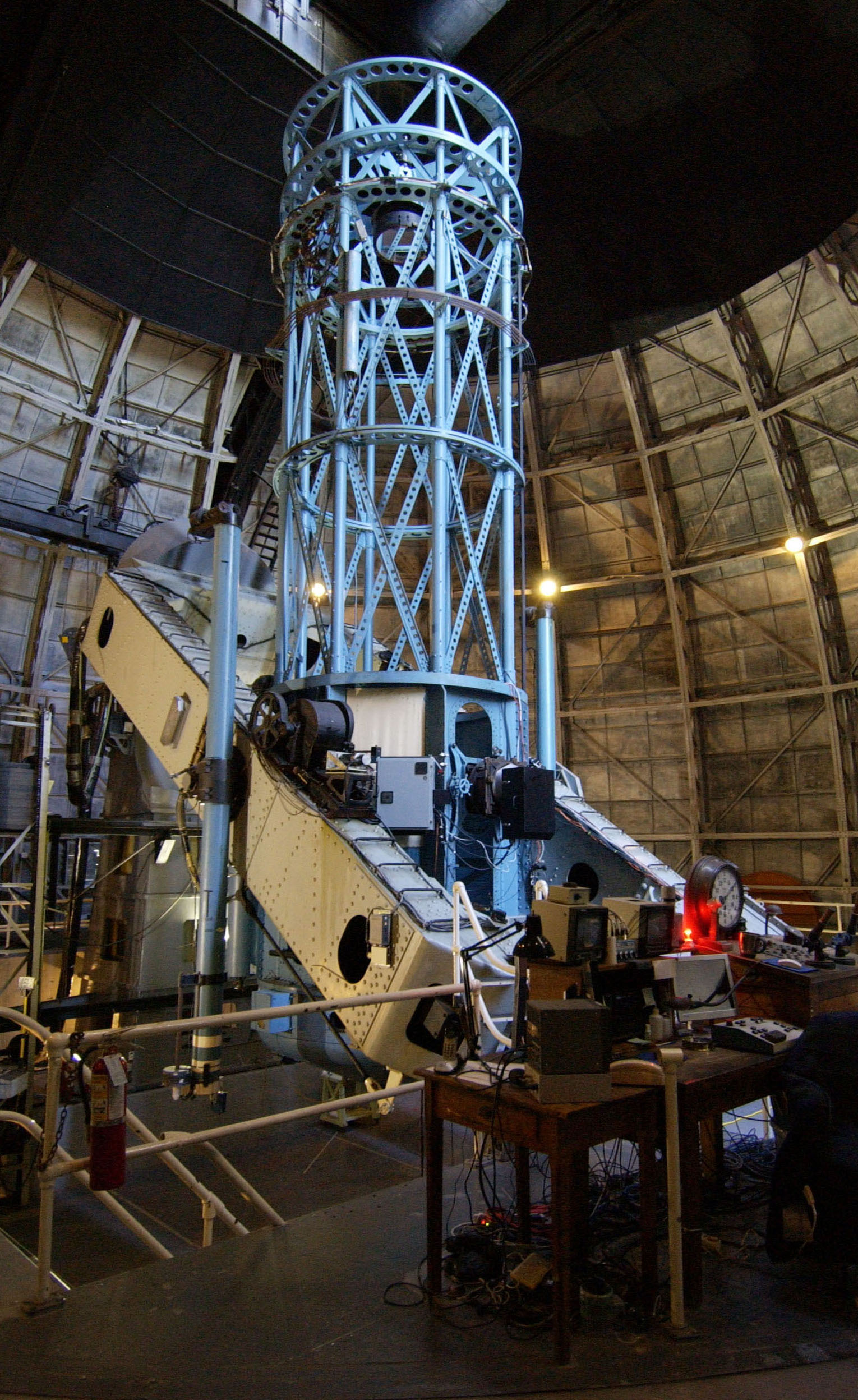
El telescopi Hooker de 100 polzades a Mt Wilson va canviar fonamentalment la visió científica de l'Univers

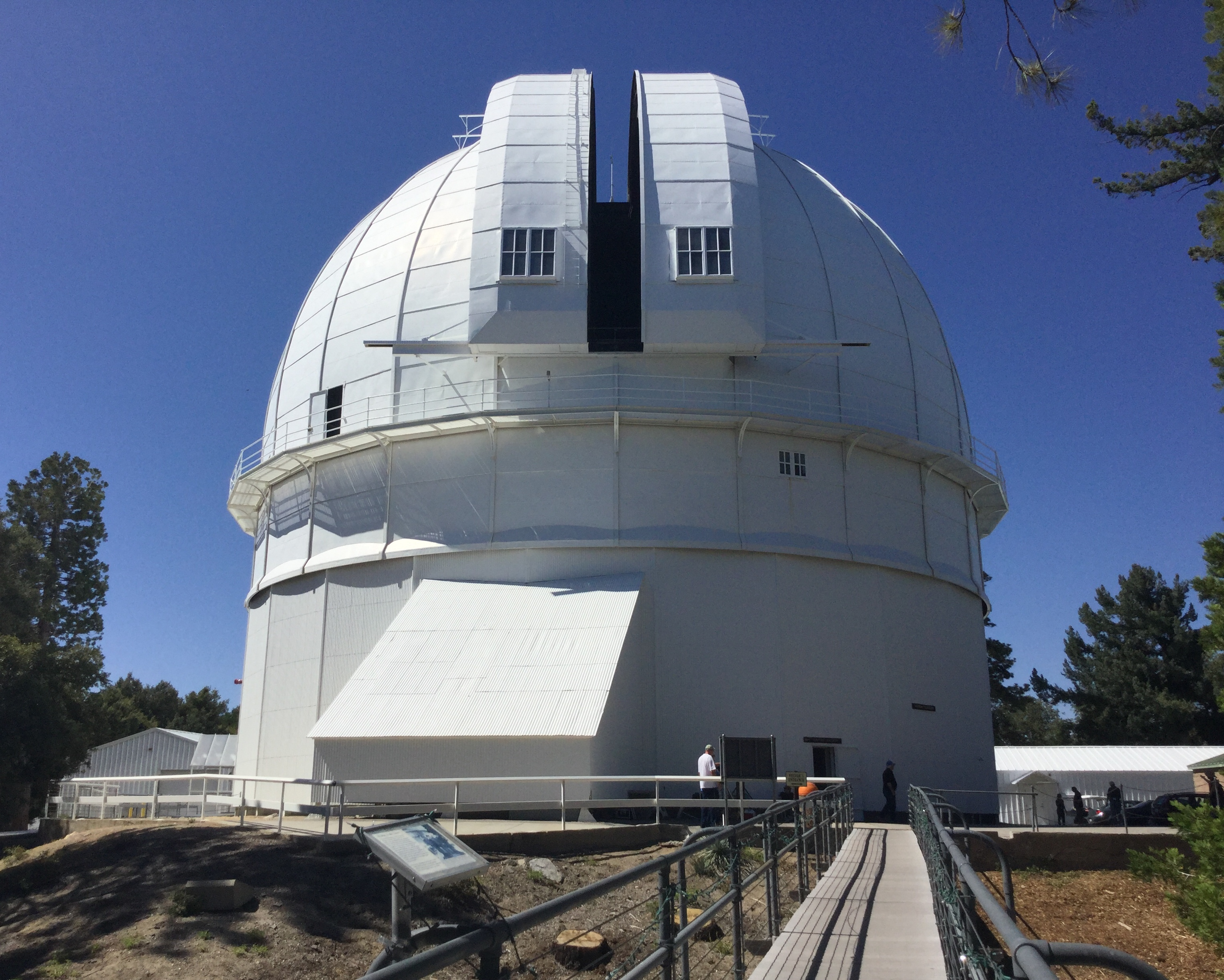
Caixa del telescopi Hooker

El telescopi Hooker de 100-polzada (2.5 m), situat a l'Observatori de Mount Wilson, Califòrnia, es va acabar de construir el 1917, i va ser el  telescopi més gros del món des de 1917 fins a 1949. És un dels telescopis més famosos de l'astronomia observacional del segle xx. Va ser utilitzat per Edwin Hubble per realitzar observacions amb les quals va produir dos resultats fonamentals que van canviar la visió científica de l'Univers. Utilitzant les observacions que va realitzar en 1922-1923, Hubble va ser capaç de demostrar que l'Univers s'estén més enllà de la galàxia Via Làctia, i que diverses nebuloses espirals eren a milions d'anys llum de distància. A continuació, va demostrar que l'univers és en expansió.
| Any   | Descripció |
| ----- | --- |
| 1923  | Edwin Hubble demostra de forma concloent que la Galàxia d'Andròmeda és externa a la Via Làctia |
| 1929  | Hubble i Milton Humason confirmen que l'Univers s'està expandint, mesuren la taxa d'expansió i mesuren la mida de l'Univers conegut |
| 1930s | Fritz Zwicky troba proves de la matèria fosca |
| 1938  | Seth Nickolson troba dos satèl·lits de Júpiter, denominats #10 i #11. |
| 1940s | Les observacions de Walter Baade condueixen a la distinció de poblacions estel·lars i al descobriment de dos tipus diferents d'estrelles variables cefeides, que dupliquen la grandària de l'univers conegut calculat prèviament per Hubble. |

### Construcció

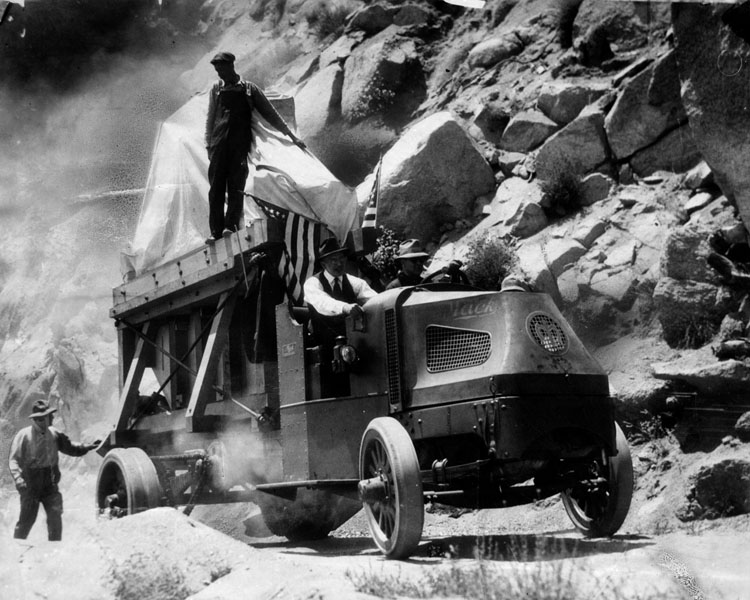
El mirall del telescopi Hooker en el seu camí per la carretera de la Muntanya Wilson en un camió Mack el 1917

Quan el projecte del telescopi de seixanta polzades estava ben encaminat, Hale es va posar immediatament a crear un telescopi més gran. John D. Hooker va aportar un finançament crucial de 45.000 dòlars per a la compra i l'esmolat del mirall, mentre que Andrew Carnegie va aportar fons per completar el telescopi i la cúpula. La fàbrica Saint-Gobain va ser triada de nou per fondre una peça en brut el 1906, que va completar el 1908. Després de considerables problemes amb la peça en brut (i possibles substitucions), el telescopi Hooker es va completar i va veure la "primera llum" el 2 de novembre de 1917. Igual que al telescopi de seixanta polzades, els coixinets estan assistits per l'ús de flotadors de mercuri per suportar el pes de 100 tones del telescopi.
En 1919 el telescopi Hooker va ser equipat amb un accessori especial, un interferòmetre astronòmic de 6 metres desenvolupat per Albert A. Michelson, molt més gran que el que havia utilitzat per mesurar els satèl·lits de Júpiter. Michelson va poder utilitzar l'equip per determinar el diàmetre precís de les estrelles, com Betelgeuse, la primera vegada que es va mesurar la mida d'una estrella. Henry Norris Russell va desenvolupar el seu sistema de classificació d'estrelles basat en les observacions realitzades amb el Hooker.
El 1935 el recobriment de plata utilitzat des de 1917 al mirall del Hooker va ser substituït per un recobriment d'alumini més modern i durador que reflectia un 50% més de llum que l'antic recobriment de plata. El nou mètode de recobriment dels miralls del telescopi es va provar per primera vegada a l'antic mirall d'1,5 metres.
Edwin Hubble va realitzar molts càlculs crítics a partir del treball al telescopi Hooker. El 1923, Hubble va descobrir la primera cefeida variable a la nebulosa espiral d'Andròmeda utilitzant el telescopi de 2,5 metres. Aquest descobriment li va permetre calcular la distància a la nebulosa espiral d'Andròmeda i demostrar que en realitat era una galàxia fora de la nostra Via Làctia. Hubble, ajudat per Milton L. Humason, va observar la magnitud del corriment al vermell en moltes galàxies i va publicar un article el 1929 que demostrava que l'univers està en expansió.
El regnat de tres dècades del Hooker com el major telescopi va arribar al final quan el consorci Caltech-Carnegie va completar el seu Telescopi Hale de 200-polzada (5.1 m) a l'Observatori Palomar, a 144 km al sud, al Comtat de San Diego, Califòrnia. El telescopi Hale va veure la seva primera llum el gener del 1949.
A la dècada de 1980, el focus de la investigació astronòmica s'havia bolcat en l'observació de l'espai profund, que requeria cels més foscos que els que es podien trobar a l'àrea de Los Angeles, a causa del problema cada vegada més gran de la contaminació lumínica. El 1989, la Institució Carnegie, que gestionava l'observatori, el va cedir a l'Institut Mount Wilson, una entitat sense ànim de lucre. En aquell moment, el telescopi de 2,5 metres va ser desactivat, però es va tornar a posar en marxa el 1992 i el 1995 es va equipar amb un sistema d'òptica adaptativa de llum visible i, més tard, el 1997, va albergar l'UnISIS, sistema d'òptica adaptativa d'estrelles guia làser.
En disminuir novament l'ús del telescopi per al treball científic, es va prendre la decisió de convertir-lo per al seu ús en l'observació visual. A causa de l'elevada posició del focus Cassegrain per sobre del terra d'observació, es va desenvolupar un sistema de miralls i lents per permetre la visualització des d'una posició a la part inferior del tub del telescopi. Amb la conversió completada el 2014, el telescopi de 2,5 metres va començar la seva nova vida com el telescopi més gran del món dedicat a l'ús públic. L'observació regular programada va començar amb la temporada d'observació del 2015.
El telescopi té un poder de resolució de 0,05 segons d'arc.